# Santa María de los Caballeros
Santa María de los Caballeros község Spanyolországban, Ávila tartományban. Santa María de los Caballeros Los Llanos de Tormes, San Lorenzo de Tormes, La Horcajada, La Aldehuela, Aldeanueva de Santa Cruz és Santiago del Tormes községekkel határos. Lakosainak száma 72 fő (2024).

## Népesség
A település népessége az utóbbi években az alábbiak szerint változott:
| Lakosok száma | 147  | 117  | 112  | 100  | 95   | 80   | 79   | 66   | 66   | 72   |
|               | 2001 | 2004 | 2006 | 2009 | 2011 | 2014 | 2016 | 2019 | 2021 | 2024 |